# Aeolus maculatus
Aeolus maculatus là một loài bọ cánh cứng trong họ Elateridae. Loài này được Degeer miêu tả khoa học năm 1774.